# 니코 맥브레인
니코 맥브레인(영어: Nicko McBrain, 1952년 6월 5일 ~ )은 1983년 입단한 영국의 헤비 메탈 밴드 아이언 메이든의 음악가 겸 드러머이다. 14살 때부터 작은 펍 밴드에서 연주한 맥브레인은 학교를 졸업하자마자 세션 작업으로 청구서를 지불한 후 스트리트워커스, 팻 트래버스, 그리고 프랑스의 정치 밴드인 트러스트와 같은 다양한 아티스트들에 합류했다. 네 번째 음반 《Piece of Mind》 (1983년)에 데뷔하기 위해 아이언 메이든에 합류했고, 이후 계속 함께해 총 13개의 스튜디오 발매에 기여했다.

## 드럼 스타일
맥브레인의 드럼은 1983년의 《Piece of Mind》부터 아이언 메이든의 사운드에 중요한 요소였으며 기타리스트 아드리안 스미스는 "그는 항상 찹과 기술을 가지고 있었지만, 아이언 메이든에서는 그가 합류한 후 우리가 했던 많은 일들이 그가 하는 모든 바쁜 패턴, 엄청난 기술을 보여주는 그의 플레이에 기초할 정도로 폭발했습니다"이라고 말했다. 밴드의 2004년 다큐멘터리에 자세히 설명된 것처럼, 《Piece of Mind》의 오프닝 트랙인 〈Where Eagles Dare〉는 드럼 페달 하나를 매우 빠르게 사용하는 맥브레인의 능력과 그의 빠른 톰 채우기를 보여주는 것으로 유명하다.
그는 종종 역사상 가장 뛰어나고 영향력 있는 헤비 메탈/하드 록 드러머 중 한 명으로 여겨진다. 2008년 《Live After Death》 DVD에서 당시 맥브레인의 드럼 기술자였던 스티브 개드는 World Slavery Tour에서 맥브레인의 체력이 콘서트에서 그의 모든 대형 시그니처 드럼 키트를 사용할 수 있는 능력을 주는 방식을 보고 일부 드럼 연주자들은 맥브레인을 '문어'라고 지칭할 것이라고 논평했다.

## 음반 목록

### 아이언 메이든
- Piece of Mind (1983년)
- Powerslave (1984년)
- Somewhere in Time (1986년)
- Seventh Son of a Seventh Son (1988년)
- No Prayer for the Dying (1990년)
- Fear of the Dark (1992년)
- The X Factor (1995년)
- Virtual XI (1998년)
- Brave New World (2000년)
- Dance of Death (2003년)
- A Matter of Life and Death (2006년)
- The Final Frontier (2010년)
- The Book of Souls (2015년)
- Senjutsu (2021년)